# 伊利西恩菲爾茲 (密西西比州)
伊利西恩菲爾茲（英語：Elysian Fields）是位於美國密西西比州阿米特縣的鬼鎮。

## 地理
伊利西恩菲爾茲所處的海拔為高於海平面96米（即315英呎），而該地所採用的時區為UTC-6，即北美中部時區（CST）。同時該地設有夏令時間，為UTC-6調快一小時，即UTC-5（CDT）。